# Amaecylius
Amaecylius là một chi bọ cánh cứng thuộc họ Scarabaeidae.